# 산타마리넬라
산타마리넬라(이탈리아어: Santa Marinella)는 이탈리아 라치오주 로마현에 위치한 코무네다. 로마로부터 북서쪽 60km 거리에 있다.

## 자매 도시
- 루마니아 리마누